# David Don
David Don (Doo Hillock, Forfarshire, Escocia, 21 de diciembre de 1799 - † Londres 15 de diciembre de 1841) fue un botánico escocés.

## Biografía
David Don fue profesor de Botánica en el King's College de Londres desde 1836 a 1841, y bibliotecario de la Sociedad linneana de Londres desde 1822 a 1841.
Describió varias de las mayores coníferas descubiertas en la época, incluida la primera descripción de la sequoia de costa (Taxodium sempervirens D.Don; actualmente Sequoia sempervirens (D.Don) Endl.), el abeto Bristlecone (Pinus bracteata D.Don, en la actualidad Abies bracteata (D.Don) Poit.), el gran abeto (Pinus grandis Douglas ex D.Don; actualmente Abies grandis (Douglas ex D.Don) Lindl.); y el pino de Coulter (Pinus coulteri D.Don), y fue el primero en reconocer al sugi (Cupressus japonica Thunb.; en la actualidad Cryptomeria japonica (Thunb.) D.Don) en un género nuevo.
Reunió un gran herbario con especímenes de Inglaterra y de la India especializado en hongos, fanerógamas, y pteridofitas, que donó a la Sociedad linneana de Londres.
También denominó al género de orquídeas Pleione en 1825.

## Obras
- 1833. Descriptions of the New Genera and Species of the Class Compositae Belonging to the Floras of Peru, Mexico, and Chile. 135 pp. Edición reimpresa de BiblioBazaar, 2011, 144 pp. ISBN 1175974110

- 1830. Observations on the Affinities of Velosia, Barbacenia, Glaux, Aucuba, Viviania Deutzia and of New Genus of the Order Rubiaccae. 12 pp. en línea

- 1825. Prodromus Florae Nepalensis, sive Enumeratio Vegetabilium, quae in Itinere per Nepaliam Proprie Dictam et Regiones Conterminas, Ann. 1802-1803. Detexit atque legit D. D. Franciscus Hamilton, (olim Buchanan) M.D. London Londres

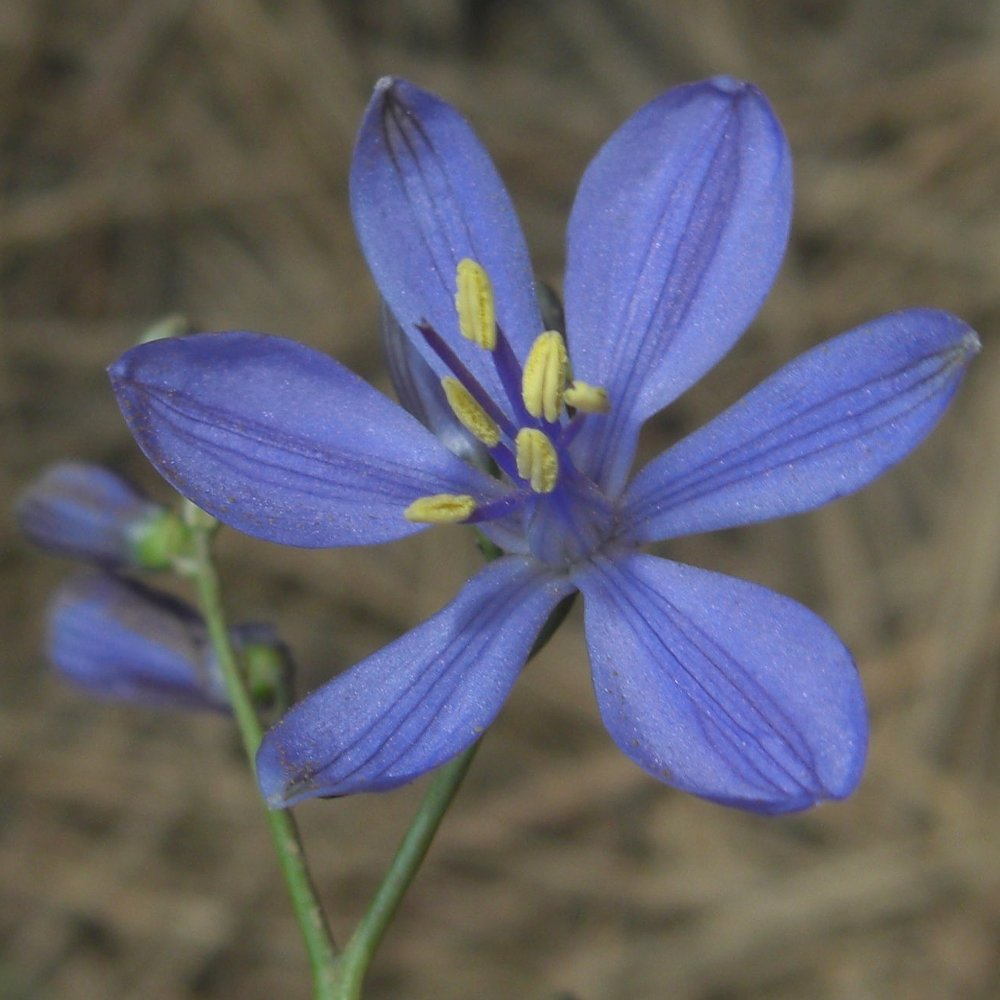
Pasithea caerulea

- La abreviatura «D.Don» se emplea para indicar a David Don como autoridad en la descripción y clasificación científica de los vegetales.[1] También aparece en equipo como:
- Buchanan-Hamilton & D. Don
- Gillies & D. Don
- Royle & D. Don
- Wallich & D. Don